# Knivsta
Knivsta er en  by som ligger i Uppsala län i landskapet Uppland i Sverige. Den er administrationscenter i Knivsta kommun og i 2010 havde byen  	7.081 indbyggere.
Knivsta ligger cirka 48 kilometer nord for Stockholm og 18 kilometer syd for Uppsala, og  ved jernbanen mellem de to byer  og ved den nord-sydgående europavej E4.  

59°43′29.669″N 17°47′44.851″Ø / 59.72490806°N 17.79579194°Ø